# Sagen aus Österreich
Sagen aus Österreich ist eine österreichische Fernsehserie, die von JewelLabs Pictures im Auftrag des ORF produziert wurde. Die Erstausstrahlung erfolgte am 3. November 2024 auf ORF 1.

## Produktion
Entwickelt wurde diese Fernsehserie von der Produktionsfirma Mona Film (Gerald Podgornig). Produziert und umgesetzt wurde das Format dann von JewelLabs Pictures (Viktor Perdula). Marco Schleicher war bei allen Episoden als Regisseur und Drehbuchautor tätig. Als Erzählerin konnte Katharina Straßer gewonnen werden.
Neben dem ORF wurde Sagen aus Österreich finanziert durch den Fernsehfonds Austria (RTR), die Filmförderung Niederösterreich sowie die Carinthia Film Commission.
Die Spielszenen wurden auf Burg Forchtenstein, Burg Liechtenstein sowie der Hochramalpe bei Gablitz und im Steinbruch Purkersdorf gedreht. Weitere Aufnahmen entstanden in der Wiener Innenstadt, in Korneuburg, im Nationalpark Donau-Auen, auf der Burgruine Dürnstein sowie im Kärntner Wolschartwald nahe St. Veit an der Glan.

## Handlung

### Episode 1:Der Basilisk
Im mittelalterlichen Wien sorgt ein furchterregendes Ungeheuer für Aufsehen, der Basilisk. Im Hausbrunnen einer Bäckersfamilie kämpft der Lehrling mit dem Ungeheuer, um es zu besiegen und seine große Liebe, die Bäckerstochter, heiraten zu dürfen.

### Episode 2:Das Donauweibchen
Ein mysteriöses Wesen – das Donauweibchen – warnt zwei Fischer vor einer drohenden Überschwemmung. Der junge Fischer rettet dank dieser Warnung das Dorf, verliebt sich aber unsterblich in das Wesen und folgt ihm in die Tiefen der Donau.

### Episode 3:Der Rattenfänger von Korneuburg
Während einer schlimmen Rattenplage spricht der Bürgermeister von Korneuburg eine hohe Belohnung für die Vertreibung der Ratten aus. Ein fremder Rattenfänger führt die Schädlinge daraufhin mit Hilfe seiner magischen Flöte zur Donau. Als er die versprochene Belohnung jedoch nicht erhält, rächt sich der Rattenfänger wenig später und entführt die Kinder der Stadt.

### Episode 4:Richard Löwenherz in Dürnstein
Auf der Heimreise von den Kreuzzügen wird Richard Löwenherz gefangen genommen und in der Burg Dürnstein eingesperrt. Sein Freund und Minnesänger Blondel findet ihn dank eines alten Lieds und befreit den englischen König.

### Episode 5:Krapfenbäck Simale – Der Kärntner Robin Hood
Napoleons Truppen haben Kärnten besetzt und unterdrücken die arme Bevölkerung. Der Räuberhauptmann Krapfenbäck Simale wehrt sich gegen die fremden Besatzer, raubt eine große Kriegskassa und verteilt das Gold an die Armen.

### Episode 6:Der liebe Augustin
1679 wütet die Pest in Wien und viele Menschen kommen ums Leben. Dennoch musiziert der liebe Augustin Abend für Abend im Gasthaus zum roten Dachl. Als er einmal zu viel getrunken hat, landet Augustin in einer Pestgrube. Am nächsten Morgen kann er sich aber mit seinem Dudelsack bemerkbar machen und wird gerettet.

## Rezeption
Nach dem Startwochenende titelte die Tageszeitung Österreich (oe24) aufgrund zahlreicher positiver Reaktionen: „Sagen aus Österreich: Hype um Katharina Straßer im ORF“.
Die zweite Folge hatte bereits die meisten Zuseher aller Kinderfernseh-Eigenproduktionen des ORF am Wochenende ihrer Erstausstrahlung.